# نرگس پاشایوا
نرگس پاشایوا (ترکی آذربایجانی: Nərgiz Arif qızı Paşayeva؛ زادهٔ ۱۳ دسامبر ۱۹۶۲) دکترای لغت‌شناسی، دارنده نشان «خادم افتخاری علمی آذربایجان»، عضو حضوی و معاون اول آکادمی ملی علوم جمهوری آذربایجان، رئیس شعبه دانشگاه دولتی مسکو در باکو، رئیس مشترک جامعه انگلستان- آذربایجان، رئیس مرکز علمی نظامی گنجوی دانشگاه آکسفورد در حوزه مطالعات آذربایجان و قفقاز از طرف آذربایجان و رئیس هیئت امنای بنیاد مطالعه آذربایجان و قفقاز انگلستان است.

## زندگی‌نامه
نرگس پاشایوا ۱۵ دسامبر سال ۱۹۶۲ در شهر باکو در آذربایجان شوروی به دنیا آمد. بین سال‌های ۱۹۶۸ الی ۱۹۷۸ در هنرستان تخصصی موسیقی «بلبل» تحصیل گرفت. وی دانش‌آموخته رشته زبان و ادبیات از دانشگاه دولتی باکو در سال ۱۹۸۳ با لوح تقدیر است. در عین حال، وارد مطقع تحصیلی کارشناسی ارشد شده و با موفقیت از پایان‌نامه خود در موضوع «نوآوری صابر» دفاع کرد.
۲۳ سپتامبر سال ۱۹۸۷ درجه علمی «نامزد علوم لغت‌شناسی» را به دست آورد. سپس به عنوان دستیار، دانشیار و دانشیار ارشد در دانشکده زبان و ادبیات دانشگاه دولتی باکو مشغول به کار شد. وی در سال ۲۰۰۴ بود که با موفقیت از تز دکتری خود با موضوع «درک زیبایی‌شناسی هنری فرد در ادبیات مدرن آذربایجان براساس بررسی خلاقیت نویسنده مردمی الچین) دفاع کرد.در ۱۱ فوریه و ۳۰ ماه مارس سال ۲۰۰۵، نرگس پاشایوا به ترتیب درجه‌های علمی دکترای لغت‌شناسی و پروفسور را کسب نمود. بین سالهای ۲۰۰۶ تا ۲۰۰۸ معاونت دانشگاه دولتی باکو در روابط بین‌الملل را بر عهده داشت. وی از سال ۲۰۰۶ به تصدی «شورای رساله» دانشگاه فوق‌الذکر رسید.
نرگس پاشایوف همچنین از سال ۲۰۰۷ عضو اتحادیه نویسندگان جمهوری آذربایجان است. بر پایه فرمان رئیس‌جمهوری آذربایجان به تاریخ ۲۳ ژوئن سال ۲۰۰۸، نرگش پاشایوف به عنوان رئیس شعبه دانشگاه دولتی مسکو در باکو منصوب شد. محور فعالیت‌های او به این دانشگاه مربوط است.
در تاریخ ۲۷ فوریه ۲۰۱۹، نرگس پاشایوف به توصیه یکی از دانشگاهیان روس، پروفسور «و. سادونین» به عنوان عضو اجنبی به عضویت آکادمی آموزش روسیه درآمد.

## زندگی شخصی
نرگس پاشایوا فرزند یکی از معروف‌ترین و محبوب‌ترین خانواده‌های آذربایجان است. پدربزرگ وی میرجلال پاشایف، نویسنده و منتقد ادبی پرآوازه آذربایجانی است. عمویش حافظ پاشایوف، اولین سفیر جمهوری آذربایجان در ایالات متحده آمریکا و مؤسس و رئیس آکادمی دیپلماتیک آذربایجان است. عارف پاشایف، رئیس آکادمی ملی هواپیمایی آذربایجان، پدر نرگس پاشایواست. مادرش، عائده ایمانقلی‌اوا، یکی از متخصصان زبان و ادبیات و عرب‌شناسان نامدار آذربایجان و دختر «ناصر ایمانقلی‌اف»، خبرنگار و مدرس سرشناس، بود. ضمناً خواهر وی، مهربان علیوا، بانوی اول آذربایجان و معاون اول ریاست جمهوری آذربایجان است.
نرگس پاشایوا به عقد «آلتای صادق‌زاده»، نقاش شهیر آذربایجانی، درآمده و حاصل این ازدواج «عائده محموداوا»، نگارگر و حامی هنر معاصر، است.

## نشان‌ها
- «خادم علم افتخاری آذربایجان»
- «نشان طلای نظامی گنجوی»
- بر اساس فرمان دمیتری مدودف، رئیس‌جمهوری وقت روسیه، در خصوص اهدا نشان‌ها به شهروندان خارجی که در راستای ایجاد دوستی و همکاری با روسیه مشارکت‌های بسزایی از خود نشان داده‌اند، نشان دوستی این کشور را اخذ نمود.[۱۰]